# 周洪 (成化乙未進士)
周洪（1440年—？），字寬夫，山東東昌府高唐州武城縣人，軍籍，明朝政治人物。進士出身。

## 生平
早年出身國子生，山東鄉試第四十三名。成化十一年（1475年）乙未科會試第一百九十六名，殿試登進士第三甲第七十九名。

## 家族
曾祖父周德甫。祖父周士原。父亲周盛，曾任國子生。